# 諸国里人談
『諸国里人談』（しょこくりじんだん）は、江戸時代中期の寛保年間に出版された、日本各地の奇談・怪談などをまとめた雑書。作者は菊岡米山。

## 扱われている妖怪・怪奇現象
- 片輪車
- 狐火
- 輪入道
- 姥ヶ火
- 油坊
- 油赤子
- 天狗
- 人魚
- 不知火 (妖怪)
- 提灯火・龍燈（天灯[2]）

## 検証
同書の内容は、現代の視点からは非科学的なものばかりではあるが、深海魚の出現と地震の発生を関連付けるなど、後に世間に広まる契機になった記述もある。なお、東海大学では、2019年までに地震の前兆といわれるリュウグウノツカイなど8種類の深海魚の出現と地震の発生状況を分析した結果、両社の関連性は薄く伝承は迷信であると結論づけている。